# Nosorožcovití
Nosorožcovití (Rhinocerotidae) jsou jednou z recentních (žijících) čeledí řádu lichokopytníků. V současnosti známe 5–6 recentních druhů ve čtyřech rodech. Všechny druhy nosorožců jsou ohrožené.

## Systematika
Za formální autoritu nosorožcovitých se považuje anglický zoolog John Edward Gray, který čeleď Rhinocerotidae vytyčil v roce 1821.

### Evoluce
Evoluční počátky nosorožců, resp. skupiny Rhinocerotoidea, sahají do spodního eocénu do doby před cirka 50 miliony lety, kdy se první prapředci nosorožců vydělili od svých nejbližších příbuzných – tapírů. Nosorožci se brzy stali jednou z nejúspěšnějších a druhově nejrozmanitějších skupin velkých savců, která se dokázala adaptovat na takřka veškeré typy suchozemských biotopů. Během evoluční historie této skupiny tak nezbytně došlo k mnoha anatomickým i behaviorálním změnám a adaptacím. Nosorožci v době před 35–20 miliony lety představovali vůbec největší zvířata severních kontinentů, dokud na severní polokouli nepronikli mastodonti, jejichž evoluční počátky sahají do Afriky.
Tapíři a nosorožci utváří klad Ceratomorpha, jehož bazálním představitelem je Homogalax, který je patrně předkem tapírů i nosorožců. Hyrachyus, který žil asi před 50 miliony lety, představuje sesterský taxon k nosorožcům i tapírům nebo již prvního zástupce nosorožců. Jednalo se o malé, asi 36 kg vážící zvíře, které bylo přizpůsobené k běhu (kursoriální). Hyrachyus podobně jako další rané formy nosorožců ještě postrádal roh. V rámci nosorožcovitých je známo nejméně 26 rodů, z nichž je hned 22 fosilních. Raní zástupci povětšinou vyhynuli v raném oligocénu.

## Popis
Nosorožci mají tělo pokryté kožovitými pláty jako pancířem, také mají více žeber než ostatní lichokopytníci. Mohou dosahovat hmotnosti až 3,6 tuny, patří tedy k největším současným suchozemským živočichům (po slonech).
Čich a sluch mají velmi citlivý, ale špatně vidí, jsou krátkozrací.

## Roh
Roh nosorožce není vyplněn kostí, je tvořen pouze rohovinou, keratinem.

### Lov pro rohy
Nosorožci jsou pro své rohy v mnoha zemích ilegálně loveni:
- Rozdrcený roh čili prášek z rohu nosorožce tvoří totiž součást některých lidových léčiv a afrodisiak, například v tradiční čínské medicíně. Nicméně Čína již přistoupila, alespoň oficiálně, k ochraně přírody podle CITES.
- V jiných zemích se z rohů zase vyřezávají rukojeti tradičních nožů a dýk.

## Systém nosorožcovitých a míra ohrožení jednotlivých druhů
Rod: Ceratotherium
Tradičně chápán jako monotypický rod zastoupený jediným druhem nosorožec tuponosý (Ceratotherium simum) se dvěma poddruhy. V současné době některé výzkumy potvrzují, že se jedná o dva samostatné druhy (část vědecké obce či IUCN však toto rozdělení dosud nepřijímají):
- Nosorožec tuponosý jižní (Ceratotherium simum) – 10 080 dospělých jedinců, klesající populace, téměř ohrožený
- nosorožec tuponosý severní (Ceratotherium cottoni)[10] – 2 dospělí jedinci, klesající populace, kriticky ohrožený

Rod: Diceros
- nosorožec dvourohý (Diceros bicornis) – přes 6000 jedinců, stoupající populace, kriticky ohrožený

Rod: Dicerorhinus
- nosorožec sumaterský (Dicerorhinus sumatrensis) – 100 jedinců, stoupající populace, kriticky ohrožený

Rod: Rhinoceros
- nosorožec jávský (Rhinoceros sondaicus) – 74 jedinců, stabilní populace, kriticky ohrožený
- nosorožec indický (Rhinoceros unicornis) – 3500 jedinců, stoupající populace, zranitelný

Studie z r. 2025 ukázala na zásadnější fenotypové i adaptivní rozdíly mezi nosorožcem jávským a nosorožcem indickým a navrhla nosorožce jávského vyčlenit do samostatného rodu Eurhinoceros jako druh s vědeckým názvem Eurhinoceros sondaicus.

### Vyhynulé druhy
Rod: Coelodonta
- † nosorožec srstnatý (Coelodonta antiquitatis)

Rod: Elasmotherium
- † nosorožec jednorohý (Elasmotherium)